# Sura (città)
Sura era una città nella parte meridionale dell'antica Babilonia, posizionata ad ovest del fiume Eufrate. Era nota per i suoi prodotti agricoli, che comprendevano uva, frumento e orzo.
Fu anche un importante centro di studio della Torah, e sede di un'importante Yeshiva, che - insieme alle yeshivot di Pumbedita e di Nehardea, sviluppò il Talmud babilonese.
Secondo Rav Sherira Gaon, Sura era identica al villaggio di Mata Mehasia, anch'esso menzionato nel Talmud. L'accademia di Sura fu fondata da Rav Abba Arika nel III secolo.

## L'Accademia di Sura
L'Accademia di Sura (in ebraico ישיבת סורא‎?) era lo yeshivah ebraico della città di Sura. Insieme all'Accademia di Pumbedita, fu il più importante centro  dell'ebraismo e della formazione rabbinica, dall'inizio dell'era Amoraim nel 225 d.C. alla fine dell'era Gaonim nel 1033 d.C. Fu fondata dal rabbino Abba Arika, discepolo di Giuda il Principe. Fra i principali saggi che furono a cpo dell'Accademia di Sura si ricordano: Rav Huna, Rav Chisda, Rav Ashi, Yehudai Gaon, Natronai Gaon, Saadia Gaon.
La storia ebbe inizio quando Rav Abba Arika constatò che a Sura non esisteva alcuna forma di vita religiosa pubblica, fatto che lo indusse a trasferirsi a Sura quando lasciò Samuel di Nehardea e la sua scuola. L'Accademia di Sura pdivenne operativa nel 225 d.C., dopo sette anni di lavoro, durante i quali attrasse rabbini dalle città limitrofe.
Nel periodo della massima espansione, l'Accademia di Sura giunse ad avere 1.200 studenti e le seguenti strutture:
- Eksedrah (אכסדרא), un passaggio coperto che collegava la strada fino alla casa dell'apprendimento;
- Kiton  (קיטון), uffici per rabbini e presidi, e aule per insegnanti;
- Ginatah (גינתא),un  giardino i cui prodotti servivano da nutrimento per gli insegnanti e gli studenti dell'Accademia;
- Tsipi (ציפי), piccoli tappeti piatti posti a livello del pavimento nei corridoi di accesso alle classi, sui quali insegnanti e studenti potevano riposare neigli intervalli di tempo tra le lezioni.

L'Accademia di Sura divenne il polo didattico più importante della regione, superando per dimensioni l'Accademia di Nehardea. 
Occasionalmente le lezioni avevano luogo a Matha-Mehasia (מתא מחסיא), un sobborgo di Sura, dove fu creato una scuola per lo studio della Torah.
| Controllo di autorità | J9U (EN, HE) 987012280661305171 |